# USS Henry A. Wiley (DM-29)
USS Henry A. Wiley (DD-749/DM-29/MMD-29) là một tàu khu trục rải mìn lớp Robert H. Smith được Hải quân Hoa Kỳ chế tạo trong Chiến tranh Thế giới thứ hai. Con tàu được đặt theo tên Đô đốc Henry A. Wiley (1867-1943), người từng tham gia các cuộc Chiến tranh Tây Ban Nha-Hoa Kỳ, Thế Chiến I và Thế Chiến II. Nó đã hoạt động cho đến hết chiến tranh, xuất biên chế không lâu sau đó và bị bỏ không trong thành phần dự bị, cho đến khi bị rút đăng bạ và tháo dỡ năm 1971. Henry A. Wiley được tặng thưởng danh hiệu Đơn vị Tuyên dương Tổng thống cùng bốn Ngôi sao Chiến trận do thành tích phục vụ trong Thế Chiến II.

## Thiết kế và chế tạo
Henry A. Wiley được đặt lườn, như là tàu khu trục DD-749 thuộc lớp Allen M. Sumner, vào ngày 28 tháng 11 năm 1943 tại xưởng tàu của hãng Bethlehem Steel Company ở Staten Island, New York, và được hạ thủy vào ngày 21 tháng 4 năm 1944; được đỡ đầu bởi bà Elizabeth W. Robb, con gái Đô đốc Wiley. Nó được xếp lại lớp như một tàu khu trục rải mìn với ký hiệu lườn DM-29 vào ngày 20 tháng 7 năm 1944 trước khi nhập biên chế vào ngày 31 tháng 8 năm 1944 dưới quyền chỉ huy của Hạm trưởng, Trung tá Hải quân Robert Emmett Gadrow.

## Lịch sử hoạt động
Sau khi hoàn tất việc chạy thử máy tại vùng biển Caribe, Henry A. Wiley gặp gỡ các thiết giáp hạm Texas (BB-35), Arkansas (BB-33) và Missouri (BB-63) để cùng lên đường vào ngày 8 tháng 11 năm 1944, hướng sang khu vực Thái Bình Dương. Nó đi đến Trân Châu Cảng vào ngày 9 tháng 12, và bắt đầu chuẩn bị để tham gia những chiến dịch đổ bộ sau cùng. Trong thành phần hộ tống cho thiết giáp hạm New York, nó gia nhập Lực lượng Hộ tống và Hỗ trợ hỏa lực ngoài khơi Iwo Jima vào ngày 16 tháng 2 năm 1945, ba ngày trước khi diễn ra cuộc đổ bộ chính trong Trận Iwo Jima. Nó tiếp tục ở lại ngoài khơi hòn đảo này cho đến ngày 9 tháng 3 để hỗ trợ hải pháo và hộ tống bảo vệ tàu bè, thường xuyên hoạt động trong phạm vi chỉ cách núi Suribachi 400 yd (370 m). Con tàu đã tiêu phí khoảng 3.600 quả đạn pháo 5-inch trong trận chiến tại đây.
Một chiến dịch thứ hai với quy mô và độ ác liệt vượt trội đang chờ đợi Henry A. Wiley, Trận Okinawa, chiến dịch đổ bộ lớn nhất tại Mặt trận Thái Bình Dương. Đi đến địa điểm vào ngày 23 tháng 3, tám ngày trước khi diễn ra cuộc đổ bộ, nó bắt đầu hộ tống cho các tàu quét mìn khi chúng rà phá các tuyến luồng tiếp cận các bãi đổ bộ. Phía Nhật Bản kháng cự mạnh mẽ, các đợt không kích tiếp nối nhau hầu như không ngừng nghỉ. Vào ngày 28 tháng 3, nó bắn rơi hai máy bay tấn công tự sát Kamikaze; và sang sáng ngày hôm sau, chỉ trong vòng 15 phút nó chứng kiến một quả bom nổ tung chỉ cách đuôi con tàu 50 yd (46 m), bắn rơi thêm hai chiếc Kamikaze và cứu vớt một phi công tiêm kích bị bắn rơi. Đang bị hộ tống các tàu vận tải vào ngày 1 tháng 4, ngày D đổ bộ tại Okinawa, nó tiêu diệt chiếc Kamikaze thứ năm trong bảng thành tích của mình.
Henry A. Wiley sau đó chuyển sang vai trò cột mốc radar canh phòng, trải qua tổng cộng 34 ngày làm nhiệm vụ quan trọng nhưng nguy hiểm, là cảnh báo sớm cho hạm đội về những đợt không kích tự sát của đối phương và dẫn đường cho máy bay tiêm kích làm nhiệm vụ tuần tra chiến đấu trên không (CAP). Trong giai đoạn này nó đã chịu đựng 64 lần máy bay Nhật Bản tấn công, tiêu diệt nhiều chiếc trong số chúng. Vào sáng ngày 4 tháng 5, nó khởi đầu bằng việc bắn rơi một máy bay ném bom hai động cơ Mitsubishi G4M "Betty" lúc 03 giờ 07 phút. Khi tàu chị em Luce (DD-522) bị hư hại nặng và đang đắm, nó lên đường để đi đến trợ giúp, nhưng lại bị tấn công ác liệt; chỉ trong vòng 15 phút nó đã bắn rơi ba máy bay Kamikaze cùng hai quả bom bay Yokosuka MXY-7 Ohka. Một chiếc Ohka tiếp cận con tàu từ phía đuôi bên mạn phải khi nó bị hỏa lực phòng không bắn trúng; nó đâm xuống nước và nảy lên bên trên phía đuôi tàu rồi nổ tung ở phía đuôi tàu bên mạn trái. Chiếc tàu khu trục đã tiêu phí tổng cộng 5.000 quả đạn pháo 5-inch và đạn phòng không trước khi đi đến giúp cứu vớt những người sống sót của Luce. Do thành tích hoạt động tại Okinawa và tiêu diệt được 15 máy bay đối phương, Henry A. Wiley được tặng thưởng danh hiệu Đơn vị Tuyên dương Tổng thống, và hạm trưởng chỉ huy của nó cũng được tặng thưởng Huân chương Chữ thập Hải quân.
Từ Okinawa, Henry A. Wiley lên đường hướng sang biển Hoa Đông, đến nơi vào ngày 12 tháng 6, để hộ tống cho các tàu quét mìn rà phá thủy lôi tại vùng biển rộng lớn này. Nó tiếp tục làm nhiệm vụ này, xen kẻ với những lượt nghỉ ngơi ngắn tại vịnh Buckner, Okinawa, cho đến khi chiến tranh kết thúc. Cho đến giờ phút cuối, mặc dù đã ở trong tình thế hoàn toàn vô vọng, đối phương vẫn tiếp tục kiên cường kháng cự. Như trong đêm 14 tháng 8, 24 giờ trước khi Nhật Bản chấp nhận đầu hàng, con tàu đã sáu lần chuyển sang báo động trực chiến do phát hiện máy bay đối phương lãng vãng trong khu vực, và vào lần thứ sáu đã nổ súng nhắm vào kẻ tấn công.
Henry A. Wiley tiếp tục ở lại khu vực Thái Bình Dương để hộ tống và hướng dẫn các hoạt động quét mìn cho đến cuối năm 1945. Nó lên đường vào ngày 17 tháng 1, 1946 để quay trở về nhà, đi ngang qua Eniwetok và Trân Châu Cảng và về đến San Francisco, California vào ngày 7 tháng 2. Nó được cho xuất biên chế tại San Francisco vào ngày 29 tháng 1, 1947, và được đưa về Hạm đội Dự bị Thái Bình Dương, neo đậu tại San Diego, California. Tên nó được cho rút khỏi danh sách Đăng bạ Hải quân vào ngày 15 tháng 10, 1970; và con tàu bị bán để tháo dỡ vào ngày 30 tháng 5, 1972.

## Phần thưởng
Henry A. Wiley được tặng thưởng danh hiệu Đơn vị Tuyên dương Tổng thống cùng bốn Ngôi sao Chiến trận do thành tích phục vụ trong Thế Chiến II.